# Brenthorrhinoides mandibulatus
Brenthorrhinoides mandibulatus is een keversoort uit de familie bastaardsnuitkevers (Nemonychidae). De wetenschappelijke naam van de soort werd in 1996 gepubliceerd door Gratshev & Zherikhin.